# Senargent-Mignafans
Senargent-Mignafans ist eine französische Gemeinde im Département Haute-Saône in der Region Bourgogne-Franche-Comté.

## Geographie
Senargent-Mignafans liegt auf einer Höhe von 295 m über dem Meeresspiegel, sieben Kilometer östlich von Villersexel und etwa 28 Kilometer östlich der Stadt Vesoul (Luftlinie). Das Haufendorf erstreckt sich in der Talebene des Flusses Scey, südwestlich der hügeligen Landschaft des Bois de Granges.
Die Fläche des 10,77 km² großen Gemeindegebiets umfasst einen Abschnitt im Einzugsbereich des Ognon. Der zentrale Teil des Gebietes wird in Ost-West-Richtung von der Talebene des Scey durchquert, die auf durchschnittlich 280 m liegt und überwiegend landwirtschaftlich genutzt wird. Im Norden reicht das Gemeindeareal in den ausgedehnten Forst Bois des Noyes und bis an den gewundenen Lauf des Rognon, eines Seitenbaches des Scey. Nach Südosten leitet eine rund 50 m hohe Geländestufe zum Bois Dessus (mit 372 m die höchste Erhebung von Senargent-Mignafans) und zum Plateau von Mignafans über. Dieses Plateau ist hauptsächlich aus Buntsandstein aufgebaut und liegt auf ungefähr 360 m. Es zeigt ein lockeres Gefüge von Acker-, Wiesland und Wald.
Die Doppelgemeinde besteht aus den beiden Ortsteilen Senargent (295 m) in der Talebene des Scey und Mignafans (360 m) auf dem südlich angrenzenden Plateau. Nachbargemeinden von Senargent-Mignafans sind Athesans-Étroitefontaine und Mignavillers im Norden, Granges-la-Ville und Secenans im Osten, Belles-Fontaines und Saint-Ferjeux im Süden sowie Beveuge und Villafans im Westen.

## Geschichte
Erstmals urkundlich erwähnt wird Senargent im Jahr 1140, als Renaud de Traves den Ort dem Kloster Lieu-Croissant schenkte. Seit dem 12. Jahrhundert ist die Kirche belegt. Im Mittelalter war die Herrschaft über Senargent lange Zeit zwischen den Grafen von Montbéliard und den Herren von Neuchâtel umstritten. Mignafans gehörte dagegen stets zum Einflussbereich der Grafen von Montbéliard. Zusammen mit der Franche-Comté gelangten beide Dörfer mit dem Frieden von Nimwegen 1678 definitiv an Frankreich.
Im Jahr 1807 fusionierte Mignafans zusammen mit verschiedenen weiteren Ortschaften zur Großgemeinde Granges-le-Bourg. Bei der Spaltung dieser Großgemeinde kam Mignafans 1824 an Granges-la-Ville und 1832 erhielt es seine Selbständigkeit zurück. 1972 wurden Senargent und Mignafans zur heutigen Doppelgemeinde zusammengefasst. Seit 2000 ist Senargent-Mignafans Mitglied des 33 Ortschaften umfassenden Gemeindeverbandes Communauté de communes du Pays de Villersexel.

## Bevölkerung
| Jahr                       | 1962 | 1968 | 1975 | 1982 | 1990 | 1999 | 2006 | 2018 |
| Einwohner                  | 227  | 230  | 289  | 263  | 274  | 282  | 295  | 293  |
| Quellen: Cassini und INSEE |      |      |      |      |      |      |      |      |

Mit 284 Einwohnern (1. Januar 2022) gehört Senargent-Mignafans zu den kleinen Gemeinden des Départements Haute-Saône. Nachdem die Einwohnerzahl in der ersten Hälfte des 20. Jahrhunderts deutlich abgenommen hatte (1886 wurden noch 433 Personen gezählt), wurden danach nur noch relativ geringe Schwankungen verzeichnet. Die Eingemeindung von Mignafans brachte ein Wachstum um rund 50 Personen.

## Sehenswürdigkeiten
Die Dorfkirche von Senargent wurde 1852 neu erbaut. Sie besitzt eine bemerkenswerte Ausstattung, darunter die reich skulptierte Holzkanzel und zwei Altäre aus dem 18. Jahrhundert.
Der Ortskern zeichnet sich durch verschiedene Häuser aus rotem Sandstein aus dem 17. und 18. Jahrhundert im charakteristischen Stil der Haute-Saône aus.
In Mignafans befinden sich eine Kapelle und zwei Fontaine-Lavoirs aus dem 19. Jahrhundert, die einst als Brunnen, Waschhaus und Viehtränke dienten.

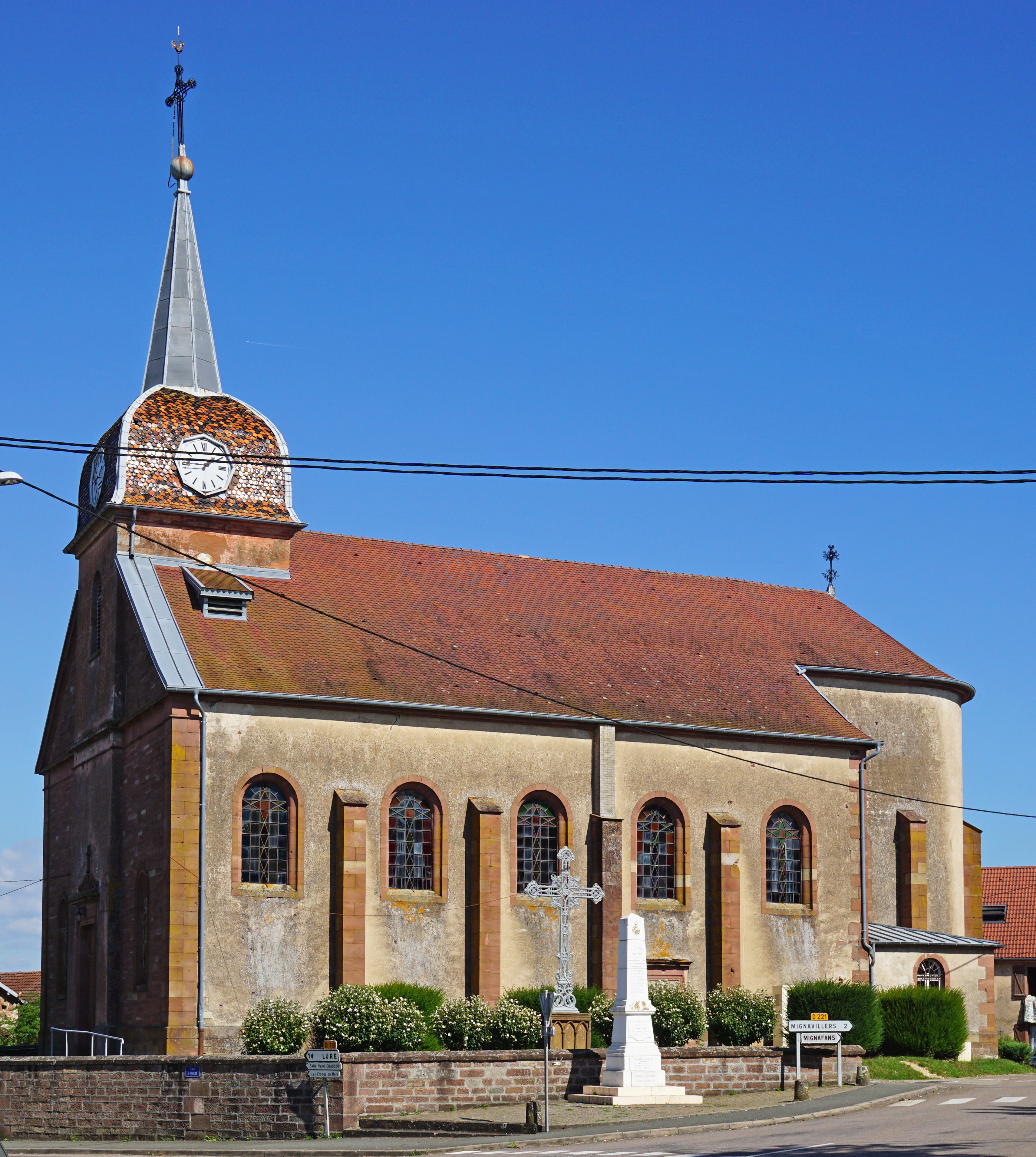
Kirche Saint-Nicolas
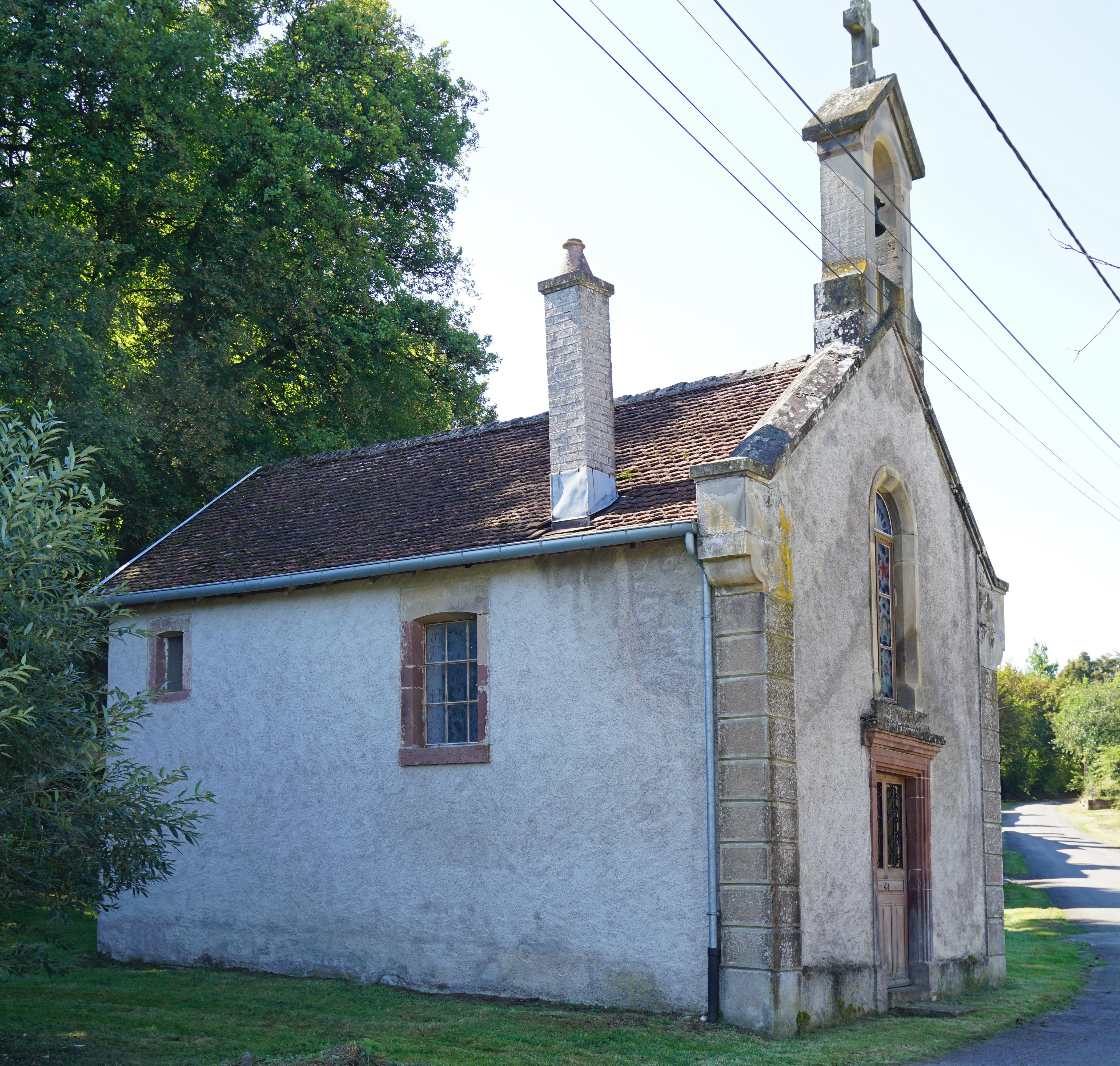
Kapelle der Jungfrau in Mignafans
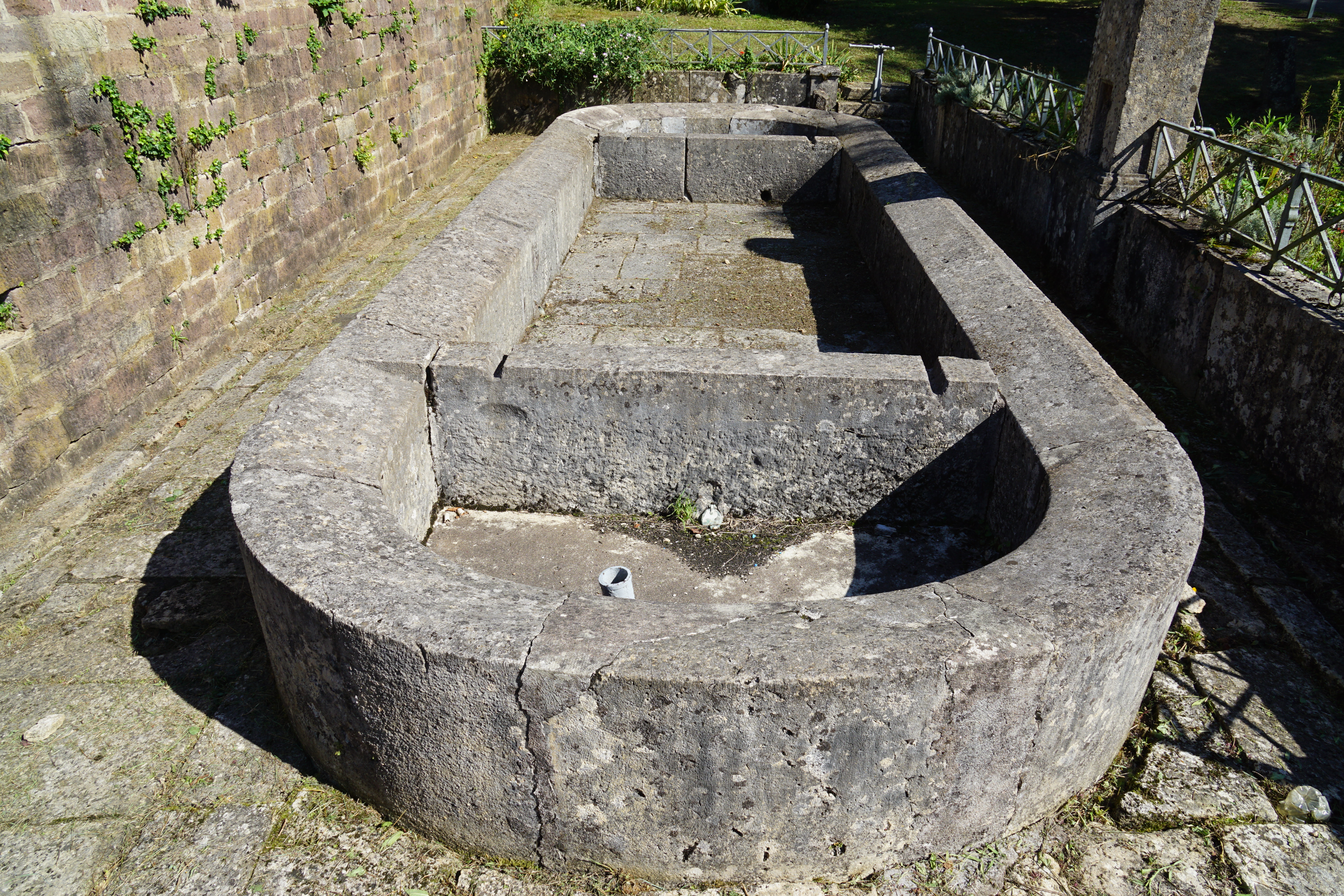
Brunnen in Mignafans

## Wirtschaft und Infrastruktur
Senargent-Mignafans war bis weit ins 20. Jahrhundert hinein ein vorwiegend durch die Landwirtschaft (Ackerbau, Obstbau und Viehzucht) und die Forstwirtschaft geprägtes Dorf. Heute gibt es verschiedene Betriebe des lokalen Kleingewerbes, unter anderem in der Holzverarbeitung. Mittlerweile hat sich das Dorf auch zu einer Wohngemeinde gewandelt. Viele Erwerbstätige sind deshalb Wegpendler, die in den größeren Ortschaften der Umgebung und im Agglomerationsraum Belfort-Montbéliard ihrer Arbeit nachgehen.
Die Ortschaft liegt abseits der größeren Durchgangsachsen an einer Departementsstraße, die von Lure nach L’Isle-sur-le-Doubs führt. Weitere Straßenverbindungen bestehen mit Mignavillers, Saint-Ferjeux, Beveuge und Étroitefontaine.